# Oleksandr Karpeka
Oleksandr Danylowytsch Karpeka (ukrainisch Олександр Данилович Карпека, russisch Александр Данилович Карпека Alexander Danilowitsch Karpeka; * 14. Märzjul. / 26. März 1894greg. in Perwomajske, Gouvernement Tschernigow, Russisches Kaiserreich; † 13. Dezember 1918 in Kiew, Ukrainischer Staat) war ein ukrainischer Flugzeugkonstrukteur und Militärpilot. Er war der Bruder der Pianistin und Musiklehrerin Anna Artobolewskaja.

## Leben
Oleksandr Karpeka kam auf dem Gut Lowra, Dorf Janiwka im Ujesd Hluchiw des Gouvernements Tschernigow, dem heutigen Dorf Perwomajske im Rajon Hluchiw der ukrainischen Oblast Sumy zur Welt. Anfang des 20. Jahrhunderts zog die Familie nach Kiew.
Noch als Gymnasiast trat er der Luftfahrtgruppe am Polytechnischen Institut in Kiew, einer der ersten Luftfahrtorganisationen in der Ukraine, bei und baute ab 1909 zahlreiche Flugzeugmodelle. Nach seinem Entwurf eines Doppeldeckers baute Igor Sikorski ein Flugzeug und in den Jahren 1911 bis 1913 wurden weitere Drei gebaut, die unter anderem von Pjotr Nesterow getestet wurden. Auf seinem Doppeldecker Karpeka-1 wurde im Frühjahr/Sommer 1911 erstmals die Lenksteuerung eingesetzt. 1913 baute er den zweisitzigen Doppeldecker Karpeka-3, der von vielen Luftfahrtbegeisterten in Kiew geflogen wurde.
Nach dem Abitur begann er ein Studium an der physikalischen und mathematischen Fakultät der St.-Wladimir-Universität in Kiew und dann am Polytechnikum Sankt Petersburg, musste dies jedoch mit Beginn des Ersten Weltkriegs verlassen und kam in Kiew zunächst zur Infanterie. Von Dezember 1915 bis Juli 1916 studierte er an der Militärflugschule (Качинское высшее военное авиационное училище лётчиков Katschinskoje wysscheje wojennoje awiazionnoje utschilischtsche ljottschikow) der Kaiserlich Russischen Luftstreitkräfte.
Von Juli 1917 an war er als Pilot des 4. Jagdgeschwaders in Rumänien eingesetzt. Während des Einsatzes flog er 122 Stunden auf verschiedenen Flugzeugtypen (Nieuport, Caudron, Morane-Saulnier L).

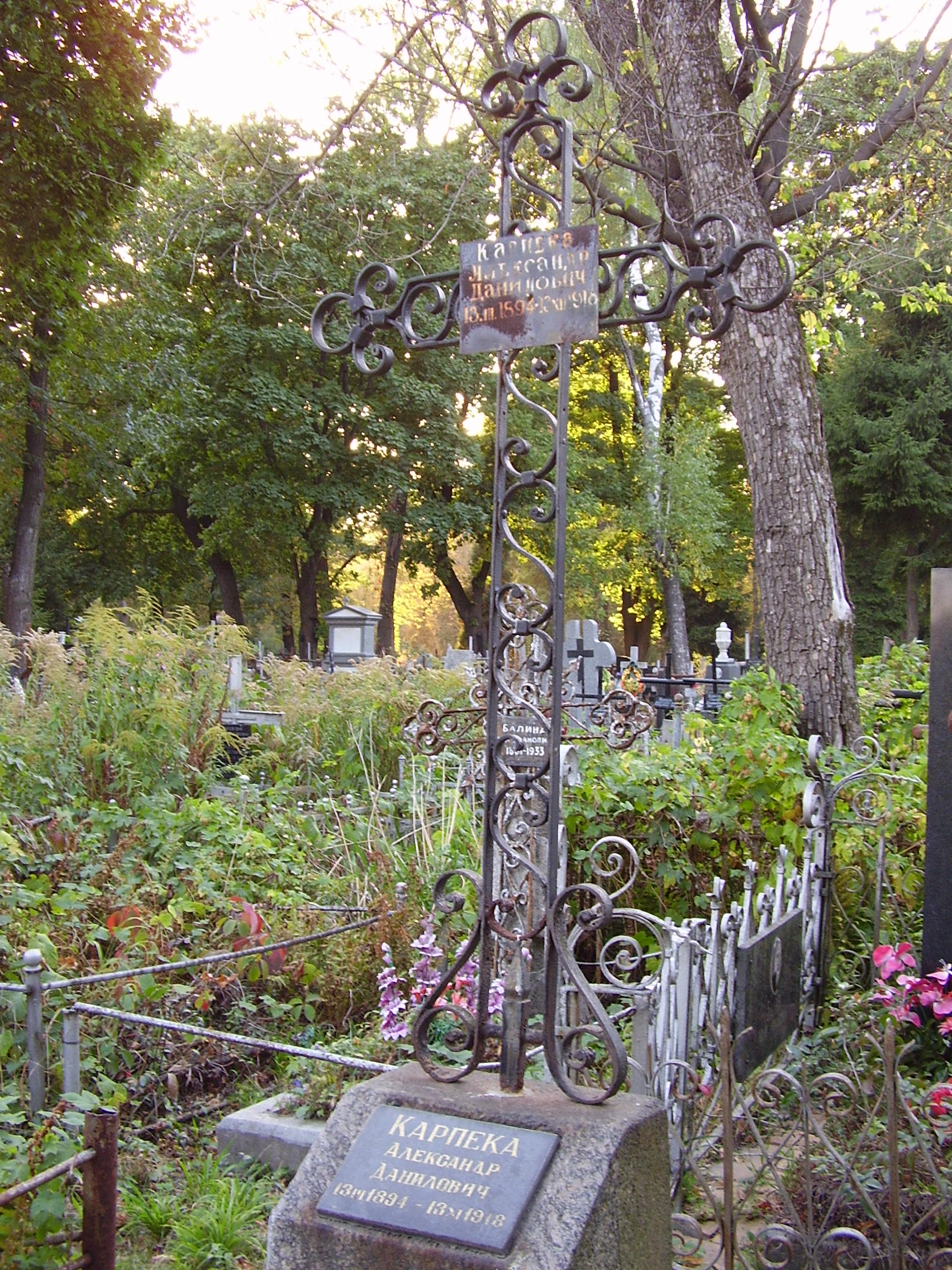
Grab von Karpeka

Um seine Hochschulausbildung abzuschließen, kehrte er 1918 nach Kiew zurück, wo er 24-jährig an Fleckfieber starb und dort auf dem Lukjaniwska-Friedhof bestattet wurde.
Die Verdienste Karpekas im Flugzeugbau wurden sowohl von Igor Sikorski selbst als auch von Pjotr Nesterow anerkannt. Vor Kriegsbeginn schuf er vier Flugzeugtypen und alle flogen.